# Fausto Lurati
Fausto Lurati (nascido em 29 de agosto de 1929) é um ex-ciclista de estrada suíço. Competiu nos Jogos Olímpicos de Verão de 1952 em Helsinque, onde foi membro da equipe suíça de ciclismo que terminou em nono lugar no contrarrelógio por equipes. Lurati também competiu no contrarrelógio individual, terminando na modesta quinquagésima posição.